# Bramfelder See
El Bramfelder See és un llac al barri de Steilshoop al nord de la ciutat d'Hamburg.

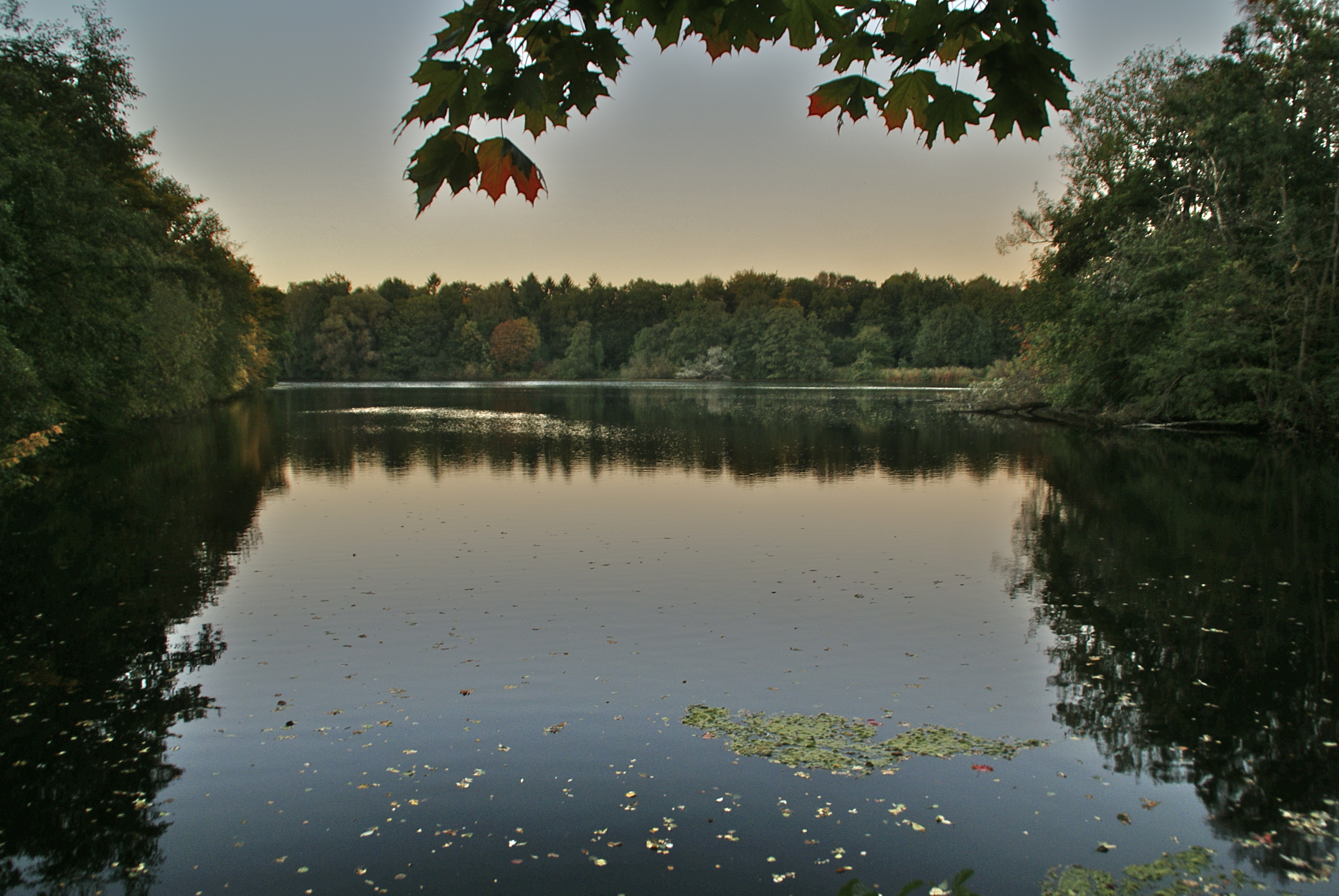
El llac a la tardor

S'alimenta de petits fonts locals i de l'aigua de pluja dels voltants. Desguassa via el Seebek, que en confluir amb l'Osterbek vessa a l'Alster. D'est a oest s'estén sobre un 1,2 km, de nord al sud té una amplada variant de 100 a 400 metres. S'hi troben quatre illes, el més llarg és una reserva natural on una colònia de bernats pescaires va instal·lar-se. Forma la frontera meridional del cementiri d'Ohsldorf.
Un sender que circumda tot el llac condueix a dos llocs de lleure: el jardí de joc per a nens més llarg de la ciutat. Una associació administra la pesca esportiva.

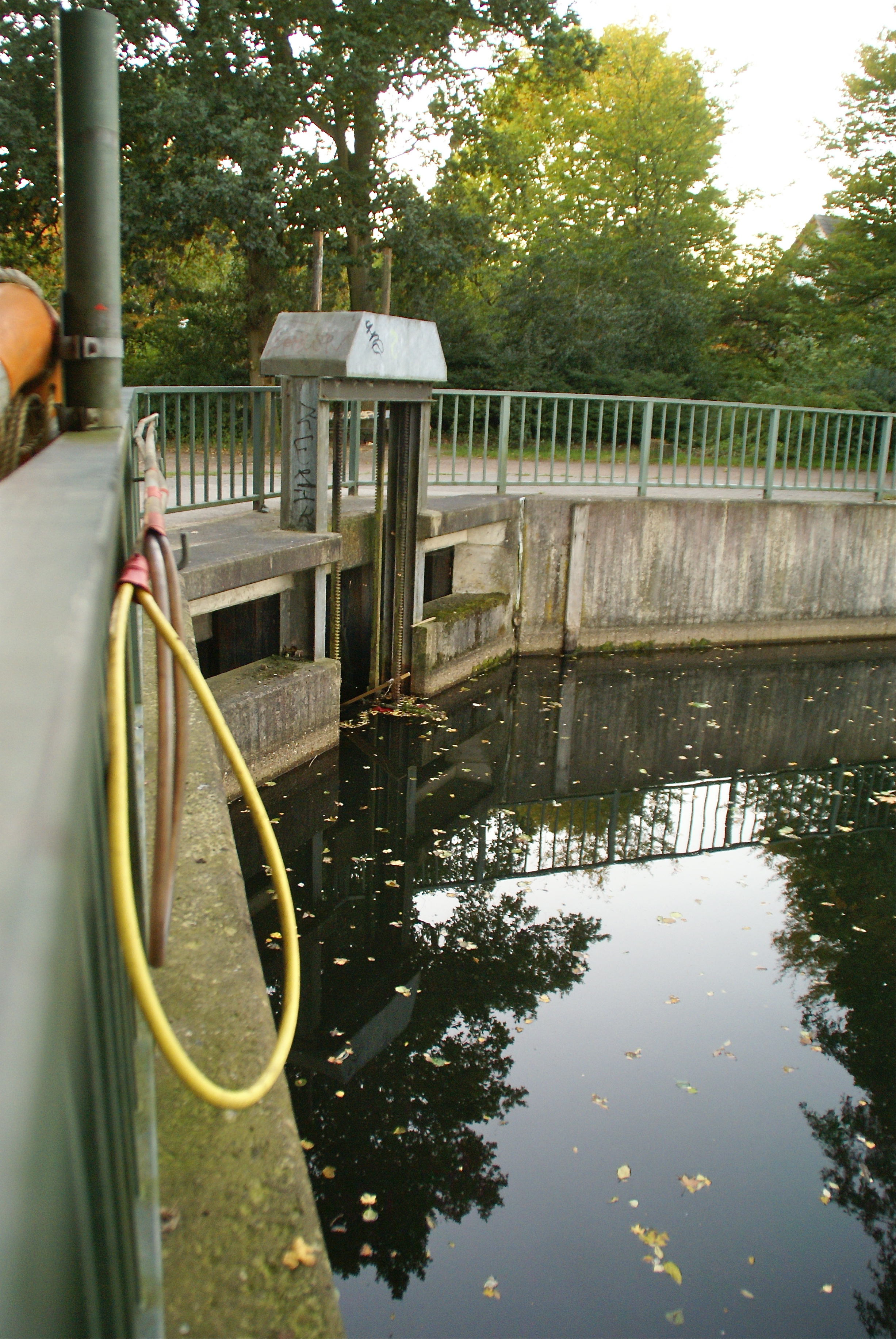
La resclosa de desguàs entre el llac i el riu Seebek

 A l'hivern 2010, probablement al 10 o 11 de gener, uns criminals desconeguts van forçar la resclosa i gairebé buidar tota l'aigua sota el llac gelat. Això va ser una catàstrofe ecològica, car quasi tots els peixos i insectes rars que hivernen al llac van morir. Va haver-se d'esperar el desglaç per a poder evacuar tots els peixos morts i a poc a poc tornar a omplir el llac.

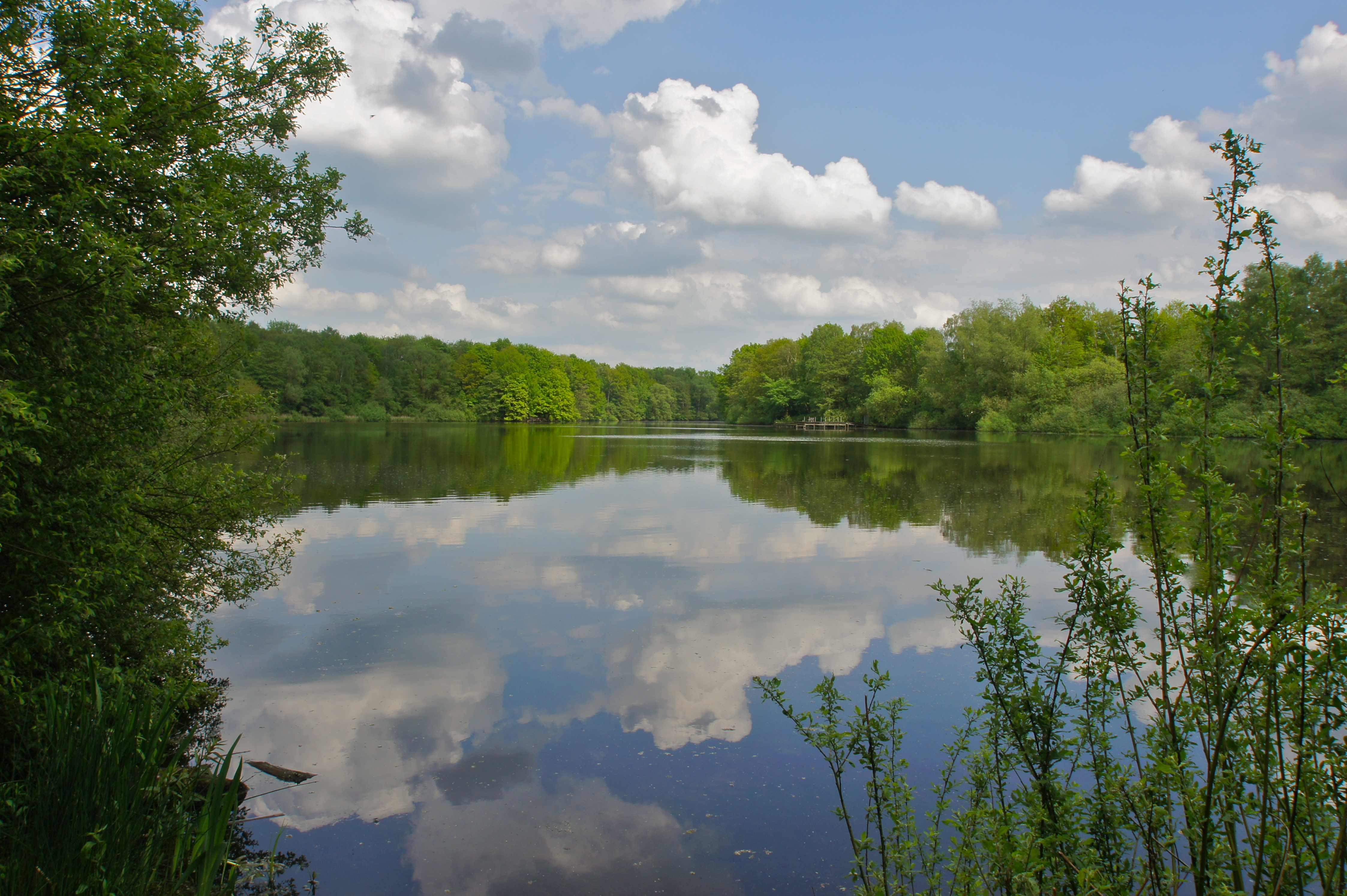
El llac vist des del marge septentrional